# Asperula cilicia
Asperula cilicia är en måreväxtart som beskrevs av Heinrich Carl Haussknecht och Friedrich Ehrendorfer. Asperula cilicia ingår i släktet färgmåror, och familjen måreväxter. Inga underarter finns listade i Catalogue of Life.